# Suzano
Suzano − miasto w Brazylii, w stanie São Paulo.
Liczba mieszkańców w 2020 roku wynosiła 300 559.
W mieście rozwinął się przemysł papierniczy, maszynowy oraz chemiczny.
W mieście mają siedzibę kluby piłkarskie União Suzano i ECUS.